# Frederiksberg Bank
Frederiksberg Bank var en bank på Frederiksberg, etableret 9. december 1898. Den lå på Gammel Kongevej 107 med afdelingskontorer i Falkoner Allé 53 og Valby Langgade. Banken blev åbnet 25. februar 1899, den blev styret af et bankråd og en direktør. Aktiekapitalen var fastsat til 1 mio. kr., hvoraf 600.000 kr. var udbudt og indbetalt.